# Barthold Philip van Verschuer

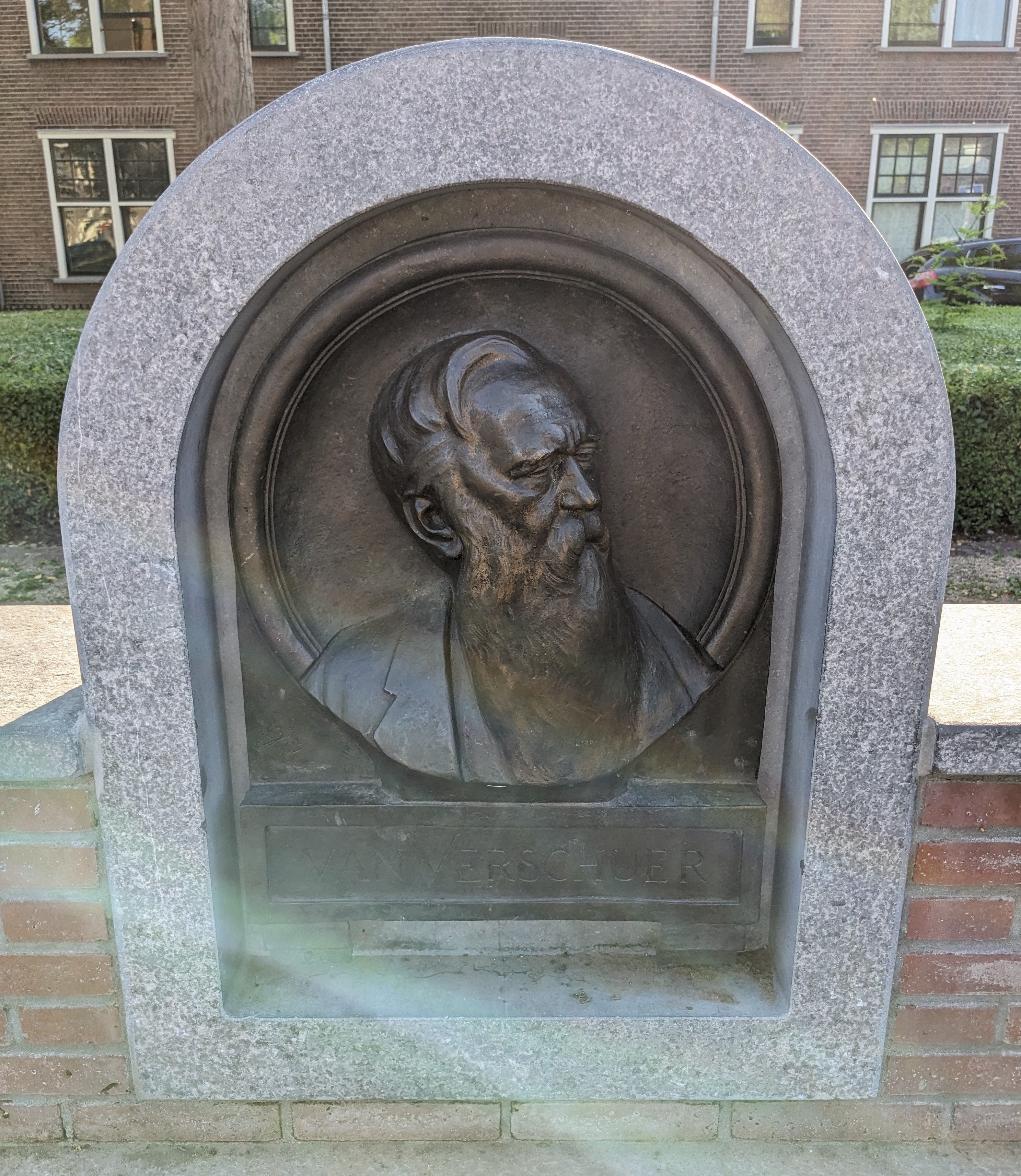
Plaquette van mr. baron B.P. van Verschuer (2013) door Cornelis Beets, Van Verschuerplein, Arnhem.

Mr. Barthold Philip baron van Verschuer (Den Haag, 16 oktober 1841 − Arnhem, 31 juli 1910) was een Nederlands rechter, lid van de gemeenteraad van Arnhem en oprichter van woningcorporaties.

## Biografie
Van Verschuer was een telg uit het geslacht Van Verschuer en een zoon van Bernhard Friedrich van Verschuer (1803-1883) en Jacoba barones Van Neukirchen genaamd Nyvenheim (1803-1874). Hij trouwde op 30 maart 1876 met Otteline Marie barones van Balveren en zij kregen samen zes kinderen, waaronder Wolter Frans Frederik van Verschuer.
In 1893 richtte van Verschuer samen met zijn broer Frans Hendrik in Arnhem de woningcorporatie Openbaar Belang op om betaalbare arbeiderswoningen te realiseren. In 1907 richtten de broers nog een woningcorporatie op: Volkshuisvesting. Van Verschuer bleef voorzitter van Volkshuisvesting tot zijn overlijden in 1910.
Van Verschuer overleed in Arnhem op 31 juli 1910 op 68-jarige leeftijd.

## Wetenswaardigheden
In Arnhem is in de wijk Het Broek een buurt, plein en straat naar Van Verschuer vernoemd.